# Tsuguharu Foujita

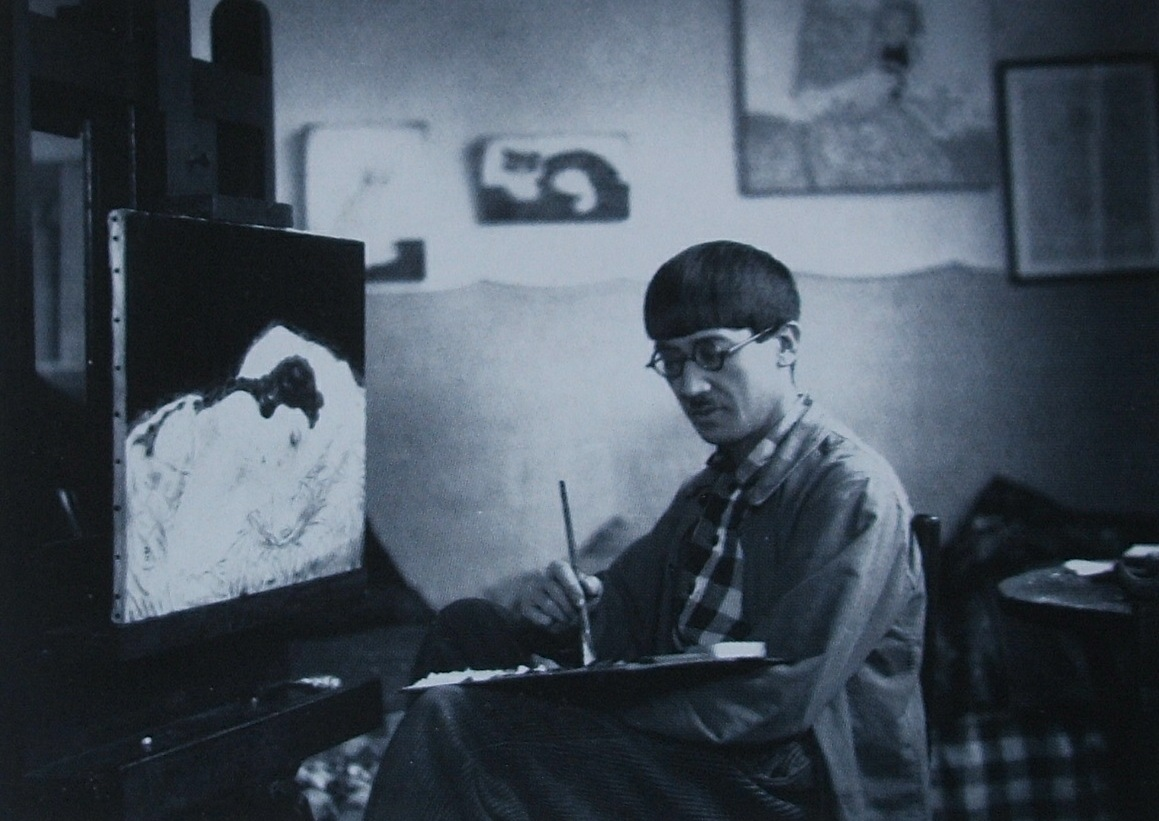
Tsuguharu Foujita, fotografiert von Jean Agélou, um 1917

Tsuguharu-Léonard Foujita (jap. 藤田 嗣治, Fujita Tsuguharu; * 27. November 1886 in Tokio; † 29. Januar 1968 in Zürich) war ein japanisch-französischer Maler und Grafiker.

## Leben

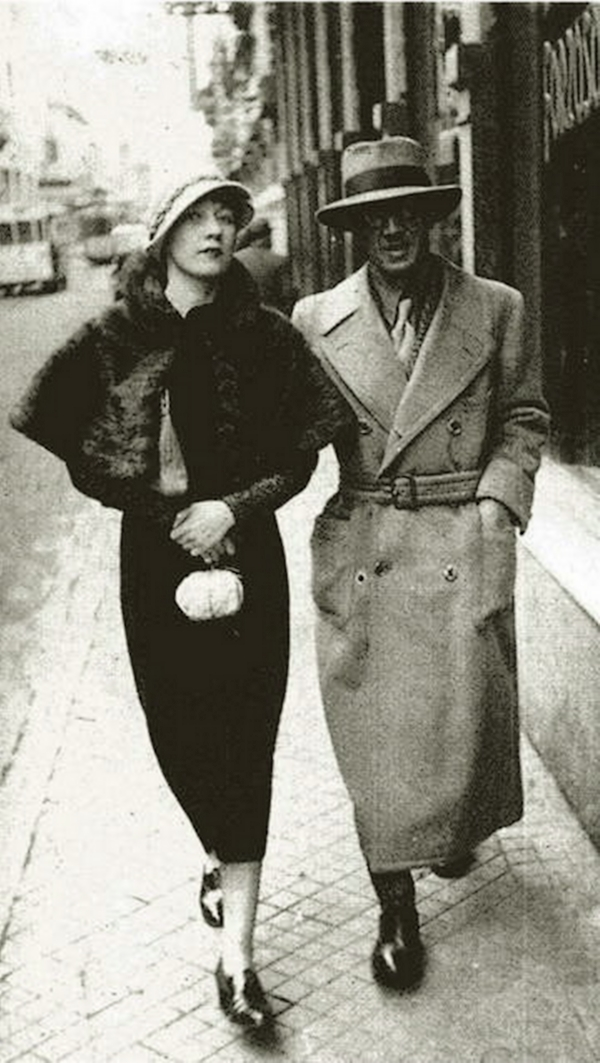
Iwata Nakayama: Kiki de Montparnasse und Foujita in Paris (1926)

Tsuguharu Foujita war der Sohn eines Generals in der Kaiserlich Japanischen Armee. Er studierte drei Jahre an der renommierten Hochschule der Künste Tokio. Im Jahr 1910 erhielt Foujita einige Medaillen und Preise für seine Arbeiten, sogar der Tennō Mutsuhito (Meiji) (1852–1912) erwarb ein Bild von ihm. Auf einer Reise nach Korea im Jahr 1911 wurde er gebeten, die Kaiserin Sunjeong (1894–1966) zu porträtieren.
Bei seinem Aufenthalt in England und Frankreich entdeckte der exzentrische Foujita die europäische zeitgenössische Kunst und übersiedelte 1913 zum Montparnasse in Paris. Er traf dort auf Kenzo Okada, mit dem er eine Zeit zusammen malte und Malerei studierte. Innerhalb kürzester Zeit lernte er die bekanntesten Künstler der Stadt kennen, unter anderem Georges Braque, Henri Matisse, Fernand Léger, Jean Cocteau, Juan Gris und Pablo Picasso. Mit Amedeo Modigliani verband ihn bald eine enge Freundschaft. 1917 hatte Foujita seine erste Ausstellung, in welcher er seine für Paris ungewöhnlichen Arbeiten zeigte, eine Mischung traditioneller japanischer und zeitgenössischer europäischer Kunst. Um den deutschen Bombenangriffen auf Paris zu entgehen, zog Foujita 1918 mit seiner Frau nach Cagnes-sur-Mer. Bereits 1924 zählte er zu den wichtigsten Ausstellern im Salon d’Automne. Im selben Jahr wurde er Mitglied der Akademie der Schönen Künste in Tokio. Wenig später wurde er ausgewählt, um das japanische Haus der Cité Internationale Universitaire de Paris zu dekorieren. Ab Mitte der 1920er Jahre waren die Arbeiten Foujitas in jeder bedeutenden Ausstellung in Paris, Berlin, London, New York City und Chicago zu sehen. Ab 1931 bereiste er Lateinamerika und kam 1933 als gefeierter Künstler nach Japan. In dieser Zeit malte er auch Bilder, die Japans Pazifikkrieg verherrlichen. Im Jahr 1949 reiste er nach New York, und im folgenden Jahr kehrte er nach Paris zurück. 1955 nahm er die französische Staatsbürgerschaft an, 1959 konvertierte er zum Katholizismus und ließ sich auf den Namen Léonard taufen. 1961 bezog er sein Atelierhaus in Villiers-le-Bâcle, Essonne. In den Jahren 1963 bis 1966 entwarf und dekorierte er die Kapelle Notre-Dame de la Paix, genannt „Chapelle Foujita“, in Reims.
Tsuguharu Léonard Foujita starb am 29. Januar 1968 in Zürich an den Folgen von Lungenkrebs. Er wurde zunächst provisorisch auf dem Nordfriedhof in Reims bestattet. Einige Jahre später ließ seine Witwe Kimiyo seine Überreste nach Villiers-le-Bâcle bei Paris überführen und auf dem dortigen Friedhof beerdigen. Seine letzte Ruhestätte fand Foujita 2003 seinem Wunsch gemäß in der von ihm gestalteten Kapelle Notre-Dame-de-la-Paix in Reims, wo auch Kimiyo Foujita nach ihrem Tod 2009 bestattet wurde.

## Foujita und die Frauen

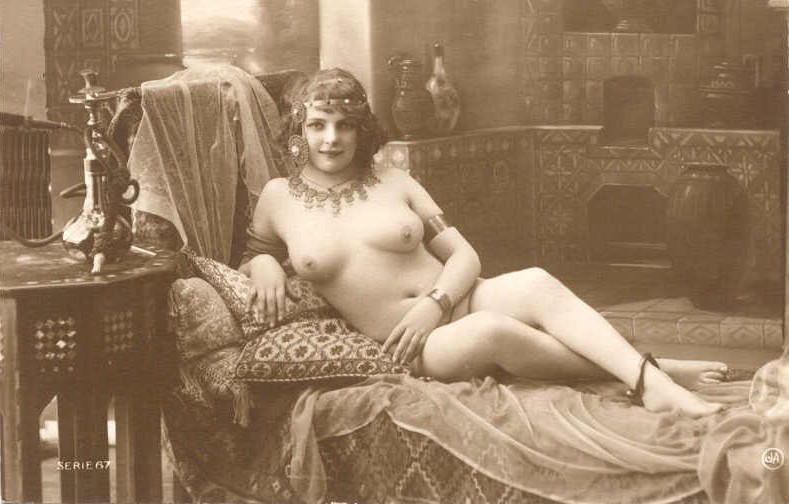
Jean Agélou: Fernande Barrey, um 1910–1917

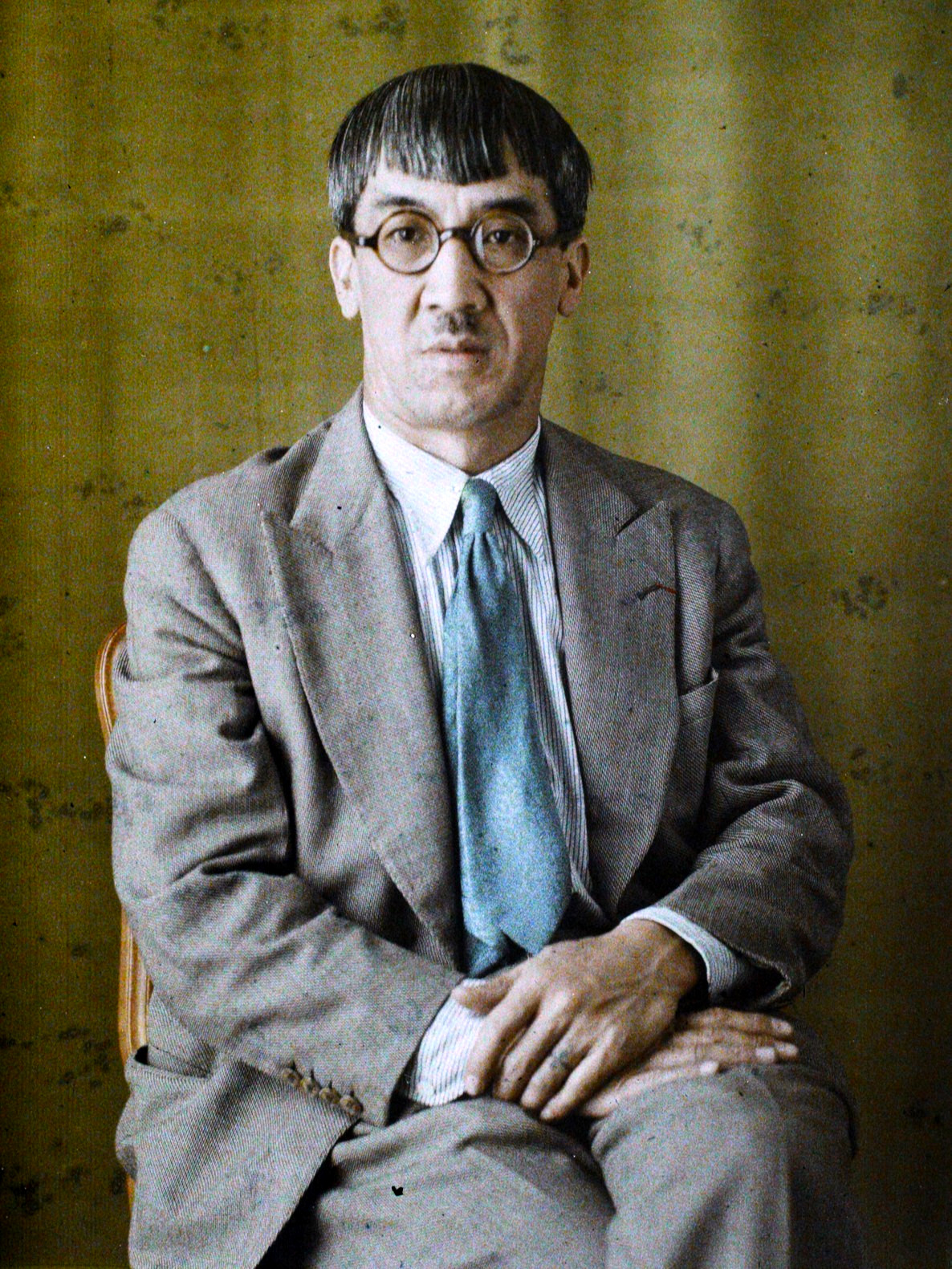
Tsuguharu Foujita, 1930. Autochrom von Georges Chevalier.

1913 verließ Foujita seine erste Frau Tomiko und sein geliebtes Japan, um seinen Pariser Traum zu leben. Im Café de la Rotonde lernte Foujita 1917 die Malerin und Modell Fernande Barrey (1892–1960) kennen, es war Liebe auf den ersten Blick. Sie heirateten zwei Wochen später auf dem Standesamt von Montmartre. Die beiden führten eine harmonische Ehe, bis Fernande eine Affäre mit seinem Cousin Koyanagi einging. Die Ehe wurde 1928 geschieden. In den folgenden Jahren hatte er mehrere Mätressen, darunter Kiki (1901–1953), genannt La reine de Montparnasse, und seine Muse und Lebensgefährtin (1929), die belgische Artistin, Lucie Badoud (1903–1964), die er Youki nannte. Im Jahr 1930 wohnte der surrealistische Schriftsteller und Freund, Robert Desnos (1900–1945) beim Ehepaar. Bald ergab sich eine Ménage à trois. Im Jahr darauf trennte Foujita sich von seiner Lebensgefährtin, die später Desnos heiratete, 1930 lernte Léonard Tsuguharu Foujita die Tänzerin und Sängerin Madeleine Lequeux in Paris kennen. Madeleine und Foujita verließen bald darauf gemeinsam Paris, um Südamerika zu bereisen, bevor sie sich 1933 in Tokio niederließen und im Garten der Schwester des Künstlers ein Atelier und ein Haus einrichteten. Madeleine machte sich in Tokio einen Namen als authentische Chansonsängerin, und zusammen waren sie ein strahlendes Promi-Paar, das sowohl für seine Karriere als auch für seine stürmische Beziehung bekannt war. Foujita war am Boden zerstört, als seine Geliebte und Muse 1936 unerwartet starb. Rückkehr von Foujita nach Paris mit Kimiyo (1910–2009), seiner letzten Ehefrau. 1959 lässt sie sich in der Kathedrale in Reims taufen und konvertiert wie ihr Mann Foujita zum katholischen Glauben.

## Die Kapelle Notre-Dame-de-la-Paix
Zu seinen wichtigsten Werken zählen die Fresken in der Chapelle Notre-Dame-de-la-Paix in Reims. Die Kapelle entstand ab 1965 unter Leitung des Architekten Maurice Clauzier. Sie ist hauptsächlich mit Fresken zum Leben Jesu geschmückt. Foujita bediente sich hier erstmals dieser Technik. Das Fresko in der Apsiskalotte (französisch cul-de-four) gegenüber des Eingangs der Kapelle zeigt die Notre-Dame-de-la-Paix. Die Jungfrau Maria segnet Frauen und Kinder. In dieser Versammlung wird Kimiyo, Foujitas Frau als eine Wohltäterin auf den Knien dargestellt (zweite Person rechts). Ganz links werden die Spender und die am Bau des Gebäudes beteiligten Personen geehrt.
Die Glasfenster wurden ebenfalls von Foujita entworfen und wurden von Charles Marq, der auch die Chagall-Fenster in der Kathedrale Notre-Dame in Reims gefertigt hat, ausgeführt. Sie zeigen u. a. Szenen aus der Apokalypse und La danse macabre (Totentanz).
Foujita ist beim Fresko „Auferstehung“ bestattet.
Die Kapelle wurde am 1. Oktober 1966 geweiht.

## Auszeichnungen (Auswahl)
- 1917 Mitglied der Kaiserlichen Akademie der Schönen Künste in Tokio
- 1925 Ritter der Légion d’honneur (Légion d’Honneur du gouvernement français)
- 1925 l’Ordre Belge du roi Léopold I.
- 1942 Asahi-Preis
- 1958 Mitglied der Académie royale des Sciences, des Lettres et des Beaux-Arts de Belgique[8]

## Museen
In Japan sind Werke von Foujita u. a. im Masakichi Hirano Museum of Fine Art in Akita zu sehen. Für die Haupthalle hat er ein Wandgemälde (3,65 × 20,5 m) geschaffen, das die vier Jahreszeiten darstellt.